# Sharonov (cráter)

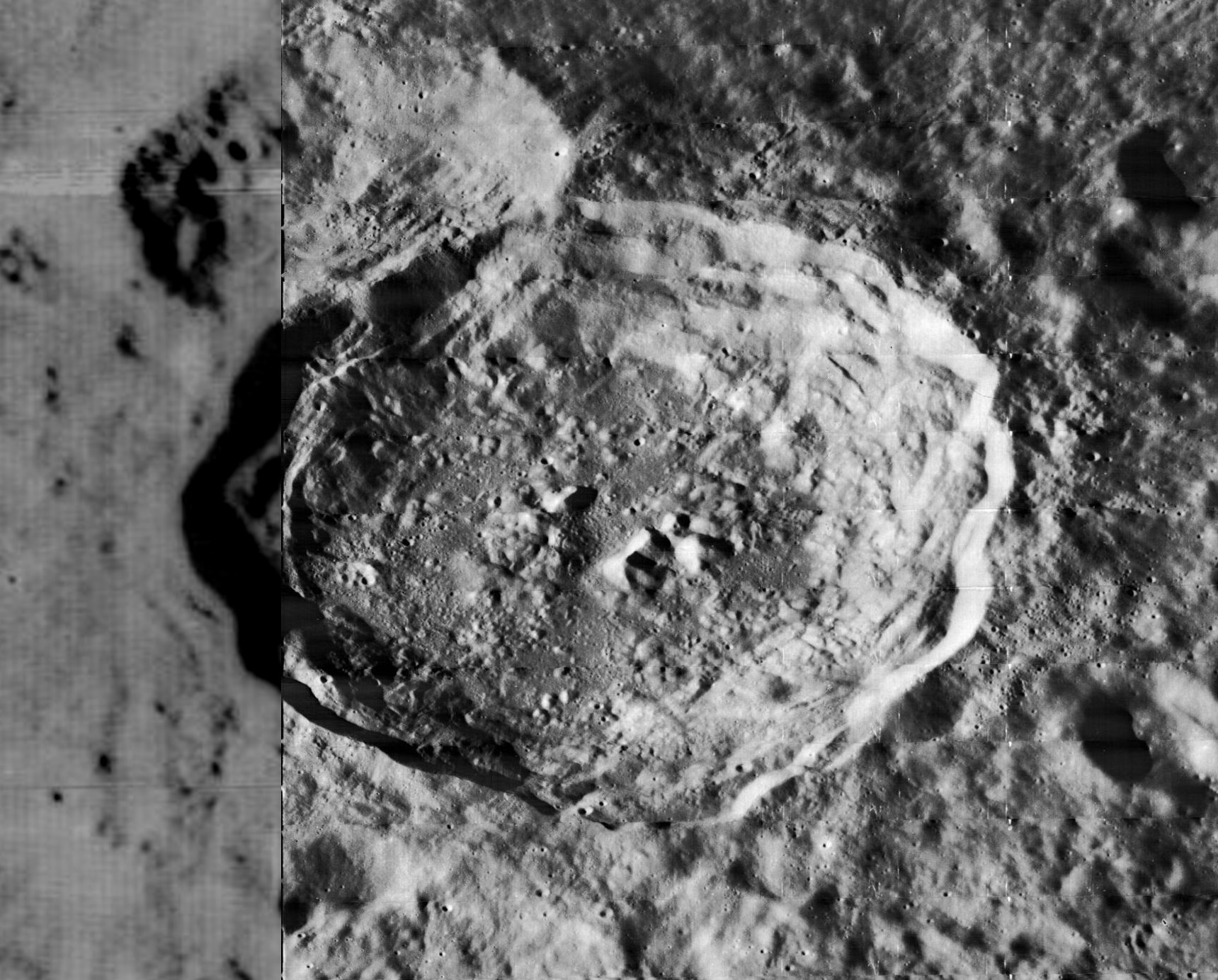
Imagen de la misión Lunar Orbiter 2 (mosaico de imágenes en alta y baja resolución)

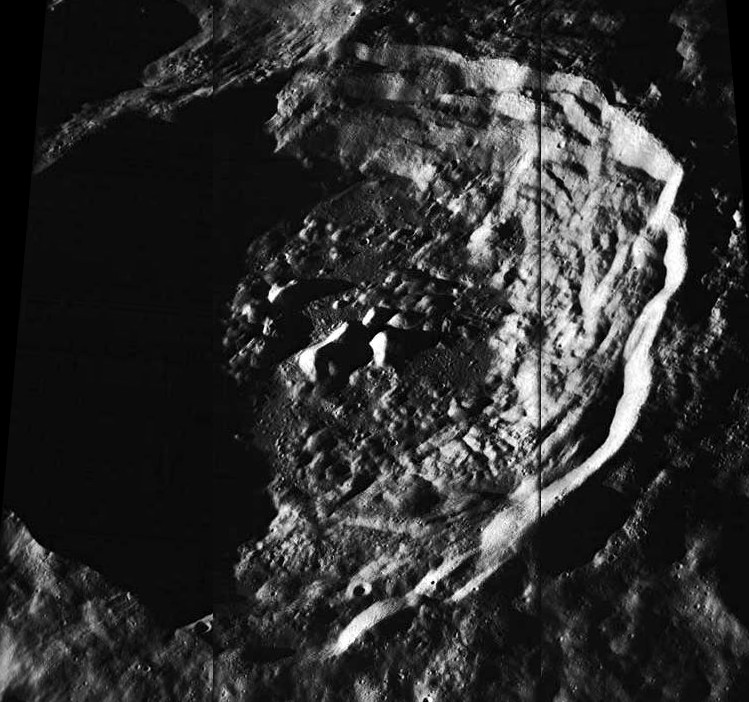
Mosaico de imágenes tomadas desde el Apolo 16

Sharonov es un cráter de impacto perteneciente a la cara oculta de la Luna. Se encuentra al sureste del cráter Anderson, y al suroeste de Virtanen, cubierto por un sistema de marcas radiales. Al sur-sureste de Sharonov se encuentra Valier.
|  |

Este cráter es aproximadamente circular, con una ligera protuberancia hacia el exterior en el borde sur. El contorno del borde está bien definido y no ha sido degradado significativamente por el efecto de la erosión de otros impactos. Sharonov se superpone parcialmente el cráter más pequeño Sharonov X en su lado noroeste, que a su vez se conecta con el borde exterior suroriental del cráter Anderson. Sus paredes interiores muestran algunos aterrazados, especialmente en la mitad norte. El interior no está marcado por ningún impacto significativo, presentando algunas crestas cerca del punto medio.
Sharonov puede pertenecer al Período Eratosteniano o al Período Ímbrico Superior.
El cráter se encuentra dentro de la Cuenca Freundlich-Sharonov.

## Cráteres satélite
Por convención estos elementos son identificados en los mapas lunares poniendo la letra en el lado del punto medio del cráter que está más cercano a Sharonov.
|          | \| Sharonov \| Coordenadas \| Diámetro \| \| -------- \| ------------------------------ \| -------- \| \| D \| 13°30′N 175°24′E / 13.5, 175.4 \| 17 km \| \| F \| 12°18′N 176°12′E / 12.3, 176.2 \| 14 km \| \| X \| 14°06′N 172°42′E / 14.1, 172.7 \| 36 km \| |          |
| Sharonov | Coordenadas | Diámetro |
| D        | 13°30′N 175°24′E / 13.5, 175.4 | 17 km    |
| F        | 12°18′N 176°12′E / 12.3, 176.2 | 14 km    |
| X        | 14°06′N 172°42′E / 14.1, 172.7 | 36 km    |